# Gheorghe Constantin
Gheorghe Constantin (n. 14 decembrie 1932, București, România – d. 9 martie 2010, București, România), poreclit „Profesorul” a fost un fotbalist român. Este considerat un simbol al Stelei București.

## Cariera de jucător
Constantin a debutat la echipa de tineret a Unirii Tricolor, și, la scurt timp după interzicerea echipei, a semnat cu Venus UCB. Avea să joace un singur an pentru această echipă. A jucat pentru o scurtă perioadă de timp la Avântul Reghin și la CFR Iași, după care a semnat un contract cu Steaua București. A jucat 15 ani la acest club, marcând 149 de goluri. A jucat ultimul an din cariera de profesionist la echipa turcă Kayserispor.
În tinerețe a fost poreclit "Crăcănel" și "Corcodel".
A jucat 39 de meciuri pentru România, marcând 12 goluri. Debutul său în echipa națională s-a produs într-un meci împotriva Serbiei, în care Echipa națională de fotbal a României a fost compusă numai din jucători de la Steaua.
Gheorghe Constantin a fost unul dintre cei mai buni jucători ai echipei naționale. O adevărată dramă a constituit-o însă pentru el ratarea unei lovituri de la 11 metri în meciul cu Echipa națională de fotbal a Ungariei din sferturile de finală ale turneului de fotbal de la Jocurile Olimpice de vară din 1964.
Echipa de fotbal a României ajunsese până în sferturile de finală ale Turneului olimpic de fotbal, cea mai bună performanță a fotbaliștilor români la Jocurile Olimpice. În sferturi a întâlnit Ungaria, partida desfășurându-se pe 18 octombrie 1964, la Yokohama. La scorul de 0-0, echipa română a beneficiat de un penalti, executat de Constantin: portarul Ungariei, Antal Szentmihályi l-a apărat însă. Până la final echipa maghiară a revenit și a marcat două goluri, eliminând astfel echipa României (de remarcat că Ungaria a ieșit campioană la fotbal la acea ediție a Jocurilor Olimpice).

## Cariera de antrenor
După revenirea din Turcia a fost numit antrenor secund la Steaua. A fost antrenor principal în 1973, dar după puțin timp a plecat la Bacău. După Bacău a antrenat și pe FCM Galați, dar în 1978 s-a întors la Steaua. A câștigat Cupa României cu Steaua, dar a plecat la Politehnica Iași. În 1983 a fost numit antrenor al echipei a doua a Stelei, Steaua Mecanică Fină București. După doar un an, a plecat la Gloria Buzău.

## Realizări
Ca jucător:
- 4 Cupe ale României (1955, 1961-1962, 1965-1966, 1966-1967)
- de 4 ori câștigător al campionatului României (1956, 1959-1960, 1960-1961, 1967-1968)
- de 3 ori golgheter al campionatului României (1959-1960, 1960-1961, 1961-1962)

Ca antrenor:
- Cupa României (1978-1979)